# Loren Dean
Loren Dean Jovicic, född 7 januari 1969 i Las Vegas, Nevada, är en amerikansk skådespelare som har medverkat i filmer som Space Cowboys, Apollo 13 och Billy Bathgate. 
Han har även medverkat i fem avsnitt av TV-serien Bones i rollen som Russ Brennan, och i gästroller i enstaka avsnitt av Brottskod: Försvunnen, Numb3rs och Law & Order: Special Victims Unit.

## Filmografi, i urval
- 1989 – Snacka går ju...
- 1991 – Billy Bathgate
- 1992 – 1492 - den stora upptäckten
- 1995 – Apollo 13
- 1996 – Änka på låtsas
- 1997 – Gattaca
- 1998 – Enemy of the State
- 1999 – Mumford
- 2000 – Space Cowboys
- 2004 – Law & Order: Special Victims Unit, avsnitt Debt (gästroll i TV-serie)
- 2005 – Numb3rs, avsnitt Scorched (gästroll i TV-serie)
- 2006–2008 – Bones (TV-serie)
- 2007 – Brottskod: Försvunnen, avsnitt One and Only (gästroll i TV-serie)